# Caenocholax fenyesi
Caenocholax fenyesi är en insektsart som beskrevs av Pierce 1909. Caenocholax fenyesi ingår i släktet Caenocholax och familjen Myrmecolacidae. Utöver nominatformen finns också underarten C. f. texensis.

## Bildgalleri

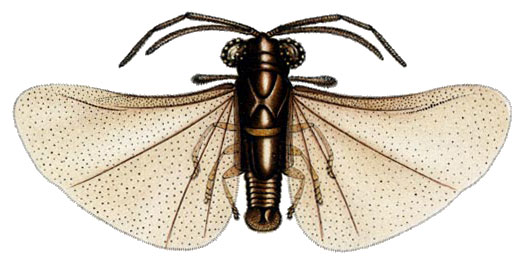